# بيل بيكر (لاعب هوكي الجليد)
بيل بيكر (بالإنجليزية: Bill Baker)‏ هو لاعب هوكي الجليد أمريكي، ولد في 29 نوفمبر 1956 في غراند رابيدز في الولايات المتحدة.

## وصلات خارجية
- بيل بيكر على موقع دوري الهوكي الوطني (الإنجليزية)
- بيل بيكر على موقع قاعة مشاهير الهوكي (لاعب أن.إتش.أل) (الإنجليزية)
- بيل بيكر على موقع EliteProspects.com (الإنجليزية)
- بيل بيكر على موقع HockeyDB.com (الإنجليزية)
- بيل بيكر على موقع Hockey-Reference.com (الإنجليزية)
- بيل بيكر على موقع أوليمبيديا (الإنجليزية)